# ايساك رومو
ايساك رومو (بالإسبانية: Isaac Romo)‏ (23 مارس 1983 بغوادالاخارا في المكسيك - ) هو لاعب كرة قدم مكسيكي في مركز الهجوم. شارك مع منتخب المكسيك تحت 20 سنة لكرة القدم. أما مع النوادي، فقد لعب مع تايجرز أونال وكروز آزول ونادي بويبلا ونادي تشياباس ونادي شيفاز يو إس أي ونادي غوادالاخارا ونادي كيريتارو.

## وصلات خارجية
- ايساك رومو على موقع الدوري الأمريكي (الإنجليزية)
- ايساك رومو على موقع قاعدة بيانات كرة القدم.إي يو (الإنجليزية)
- ايساك رومو على موقع Soccerway.com (الإنجليزية)